# Вортъёган
Вортъёган (устар. Ворт-Юган) — река в Белоярском районе Ханты-Мансийского автономного округа России. Устье реки находится в 28 км по правому берегу протоки Мингитнелпосл. Длина реки составляет 86 км, площадь водосборного бассейна — 1340 км².
Притоки:
- Монгутлоръёган — в 27 км (пр);
- Ай-Вортъёган — в 38 км (пр);
- Илписоим — в 44 км (пр);
- Айсоим — в 70 км (лв).

## Данные водного реестра
По данным государственного водного реестра России относится к Нижнеобскому бассейновому округу, водохозяйственный участок реки — Обь от впадения реки Северная Сосьва до города Салехард, речной подбассейн реки — бассейны притоков Оби ниже впадения Северной Сосьвы. Речной бассейн реки — (Нижняя) Обь от впадения Иртыша.
Код объекта в государственном водном реестре — 15020300112115300022331.